# Квинс Гејт (Пенсилванија)
Квинс Гејт (енгл. Queens Gate) насељено је место без административног статуса у америчкој савезној држави Пенсилванија.

## Демографија
По попису из 2010. године број становника је 1.464.
| Група             | 2000.    | 2010.         |
| Белци             | 0 (0,0%) | 1.127 (77,0%) |
| Афроамериканци    | 0 (0,0%) | 106 (7,2%)    |
| Азијати           | 0 (0,0%) | 109 (7,4%)    |
| Хиспаноамериканци | 0 (0,0%) | 111 (7,6%)    |
| Укупно            | 0        | 1.464         |